# 天の都市の色彩
『天の都市の色彩』（てんのとしのしきさい、フランス語: Couleurs de la Cité Céleste）は、オリヴィエ・メシアンが1963年に作曲したピアノ独奏、シロフォン類、3本のクラリネットと金管楽器、金属打楽器のための楽曲。演奏時間は15分強。
日本語の題名は『天の都の色彩』とも。『天国の色彩』と呼ばれることも多いが、天国とは関係ない。

## 作曲の経緯
ハンイリヒ・シュトローベルは1964年のドナウエッシンゲン音楽祭のための曲をメシアンに依頼した。メシアンは、ヨハネの黙示録21章に見える、審判が下された後に天上から降りてくる新しいエルサレムの都の城壁の土台が碧玉・サファイア・めのう・エメラルドなどの12の宝石で飾られているという描写に刺激を受け、黙示録の色彩を音楽に移しかえようとした。
メシアンが宗教的な内容にもとづいて演奏会用の作品を作曲するのは20年ぶりであった。
シュトローベルから示された条件によってシロフォン3台とトロンボーン3台を用いる必要があり、メシアンはかなり楽器法を試行錯誤した。
曲はドナウエッシンゲンで1964年10月17日にピエール・ブーレーズ指揮のドメーヌ・ミュジカルとイヴォンヌ・ロリオのピアノによって初演された。フランス初演は同年12月16日、パリのオデオン座のドメーヌ・ミュジカルの演奏会で同じメンバーによって行われた。

## 音楽
この曲にはさまざまな要素が詰めこまれている。
メシアンはスコアの解説でヨハネの黙示録から5か所を引用している。第1は天の玉座にすわる人が碧玉やエメラルドのようで、玉座の周りにはエメラルドのような虹が輝いていたとする箇所(4:3)、第2は7つの災いをもたらす7つのラッパを持った7人の天使(8:6)、第3は天から落ちてきた星に底なしの淵（アビス）に通じる穴を開く鍵が与えられたとする箇所(9:1)、第4は新しいエルサレムの栄光が水晶や碧玉のようだったとする箇所(21:11)、最後が上記の新しいエルサレムの城壁の土台の宝石に関する箇所(21:19-20)である。
宝石の色彩は管楽器が長く伸ばす音の上に金属打楽器の音が加えられ、神秘的な雰囲気をかもしだす。
底なしの淵が開く箇所ではゴングとタムタムの恐しい打撃によって表され、深淵そのものはトロンボーンによって表される。
グレゴリオ聖歌から4つのアレルヤを引用している。聖霊降臨祭第8主日のアレルヤ、聖体の祝日のアレルヤ、復活祭第4主日のアレルヤ、献堂祭のアレルヤの4つだが、最後のものは1960年のオルガン曲『献堂祭のためのヴェルセ』にもすでに使用されている。
当時のメシアンの他の曲と同様、この作品でも鳥の歌を大量に含む。ニュージーランド、アルゼンチン、ブラジル、ベネズエラ、カナダの鳥を使用している。
やはり当時の他の曲と同様、インドやギリシアのリズムを使用した箇所もある。

## 楽器編成
クラリネット3、ホルン2、ピッコロトランペット、トランペット3、トロンボーン3、バストロンボーン、独奏ピアノ、シロフォン、シロリンバ、マリンバ、金属打楽器（センセロス、チューブラーベル、ゴング4、タムタム）。

## 構成
ニュージーランドのトゥイ（エリマキミツスイ）とアルゼンチンのベンテベオ（キバラオオタイランチョウ）の声にはじまる鳥の歌が金管楽器を除くアンサンブルによって演奏される。ついで金管楽器とセンセロスが聖霊降臨祭第8主日のアレルヤを歌う。スズドリ（ニュージーランドミツスイ）の歌についで、ゆっくりしたテンポで宝石の色を表す主題が出現する。これがシロフォン類による聖霊降臨祭第8主日のアレルヤ、および鳥の歌と交替に出現する。
星が稲妻のようにかけぬけ、ゴングとタムタムの恐しい打撃によって底なしの淵が開かれる。聖体の祝日のアレルヤがコラール風に歌われる。
曲は突然ブラジルのアラポンガ（ハゲノドスズドリ）の激しい叫びによって中断され、底なしの淵がトロンボーンによって示される。音色旋律的に復活祭第4主日のアレルヤが出現した後、インドやギリシアのリズムを使った合奏になる。鳥の歌、底なしの淵、復活祭第4主日のアレルヤ、リズムが交替に出現する。
管楽器による献堂祭のアレルヤが打楽器による聖霊降臨祭第8主日のアレルヤと同時に出現するにぎやかな箇所の後、色彩を表す神秘的な音色によって聖霊降臨祭第8主日のアレルヤが歌われる。鳥の歌、底なしの淵などが再び出現する。
星がかけぬけて底なしの淵が開かれ、聖体の祝日のアレルヤが歌われる部分がもう一度出現して曲を終える。